# Rio Jacu
Rio Jacu är ett vattendrag i Brasilien. Det ligger i den östra delen av landet, 1 800 km nordost om huvudstaden Brasília.
Trakten runt Rio Jacu består till största delen av jordbruksmark. Runt Rio Jacu är det ganska tätbefolkat, med 86 invånare per kvadratkilometer.